# Сучасна поезія (журнал)
Журнал «Сучасна поезія» — російський літературний журнал, що виходив з 2003 року по 2014 рік (з 2003 до 2006 р. під найменуванням рос. «Сетевая поэзия»).

## Засновники журналу
- Новіков Андрій — головний редактор журналу.
- Юрій Рокита — редактор відділу критики.
- Демічева Наталія — коректор, дизайнер, верстальник, випусковий редактор.
- Коровін Андрій — відповідальний секретар.

- Харченко В'ячеслав, Прохоров Костянтин, Шатибелко Олег, Коломенський Дмитро, Коровін Андрій, Гончарова Олена, Ілля Леленков — випускові редактори.

## Поети, які публікувалися в журналі
Герман Власов, Олександр Кабанов, Геннадій Каневський, Сергій Шестаков, Михайло Квадратов, Марія Ватутіна, Ігор Волгін, Бахит Кенжеєв, Юрій Кублановський, Кирило Ковальджі, Тетяна Полєтаєва, В'ячеслав Харченко, Анна Аркатова, Ганна Шевченко, Лілія Газізова, Андрій Коровін, Юлія Ідліс, Катерина Боярських, В'ячеслав Лейкін, Олександр Переверзін, Ербол Жумагулов, Олександр Сопровський, Санджар Янишев, Олександр Анашкін, Костянтин Кедров, Євген Степанов, Андрій Поляков, Олексій Остудін та ін.

## Книжкова серія журналу
Видавалася серія поетичних збірок "Бібліотека журналу «Сучасна поезія» у видавництві «Вест-консалтинг». Були випущені книги поетів: Анни Логвінової рос. «Кенгурусские стихи», Юрія Конькова «Ржаворонок», Іллі Леленкова «Думай про хороше», Дмитра Тонконогова «Темна азбука», Олега Шатибелко «До речі, подоланий» та ін.

## Історія журналу
Журнал створювався як орган друку мережевих поетів і відображав феномен мережевої літератури, що виникла на рубежі ХХ і XXI століть. У 2006 році з моменту, коли основні автори журналу стали публікуватися в журналах Журнальний залу і отримали ряд літературних премій (див. Волошинський літературний конкурс й ін.), отримав назву «Сучасна поезія». З 2006 року журналом займалися Андрій Новіков, Андрій Коровін і Ілля Леленков. Видання журналу припинено в 2014 році після трагічної смерті головного редактора Андрія Новікова.

## Статті про журнал, корисні посилання
- Звіт про десятиліття журналу «Сучасна поезія»[7]
- Сторінка журналу «Сучасна поезія» на порталі «Читальний зал»[8]
- Стаття в журналі «Бельские просторы»[9]
- Стаття про головного редактора журналу в «Независимой газете»[10]
- Стаття про журнал «Мережева поезія» в журналі «Знамя», 2004,5
- Звернення головного редактора журналу «Мережева поезія»[11]
- Стаття про мережеву поезію в журналі «Сибірські вогні»[12]
- Стаття про заходи, які проводила редакція журналу «Мережева поезія»[13]